# Šlapanice (ort i Tjeckien, Södra Mähren)
Šlapanice är en stad i Tjeckien.   Den ligger i regionen Södra Mähren, i den sydöstra delen av landet, 200 km sydost om huvudstaden Prag. Šlapanice ligger 230 meter över havet och antalet invånare är 7 109.
Terrängen runt Šlapanice är platt åt sydväst, men åt nordost är den kuperad.Runt Šlapanice är det ganska tätbefolkat, med 172 invånare per kvadratkilometer. Närmaste större samhälle är Brno, 9,2 km väster om Šlapanice. Trakten runt Šlapanice består till största delen av jordbruksmark.